# Garnirowanie

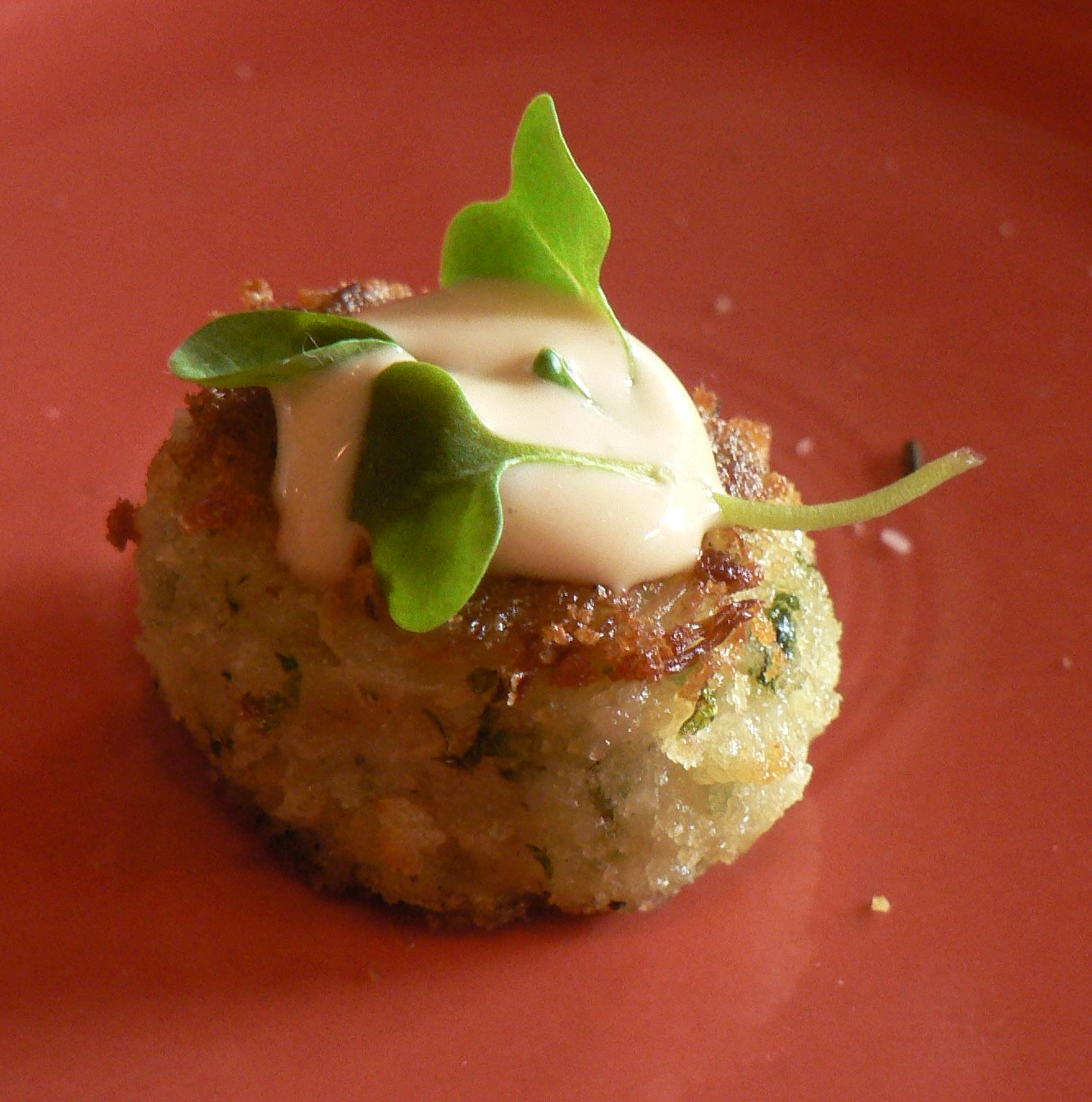
Ciastko z kraba garnirowane zieleniną

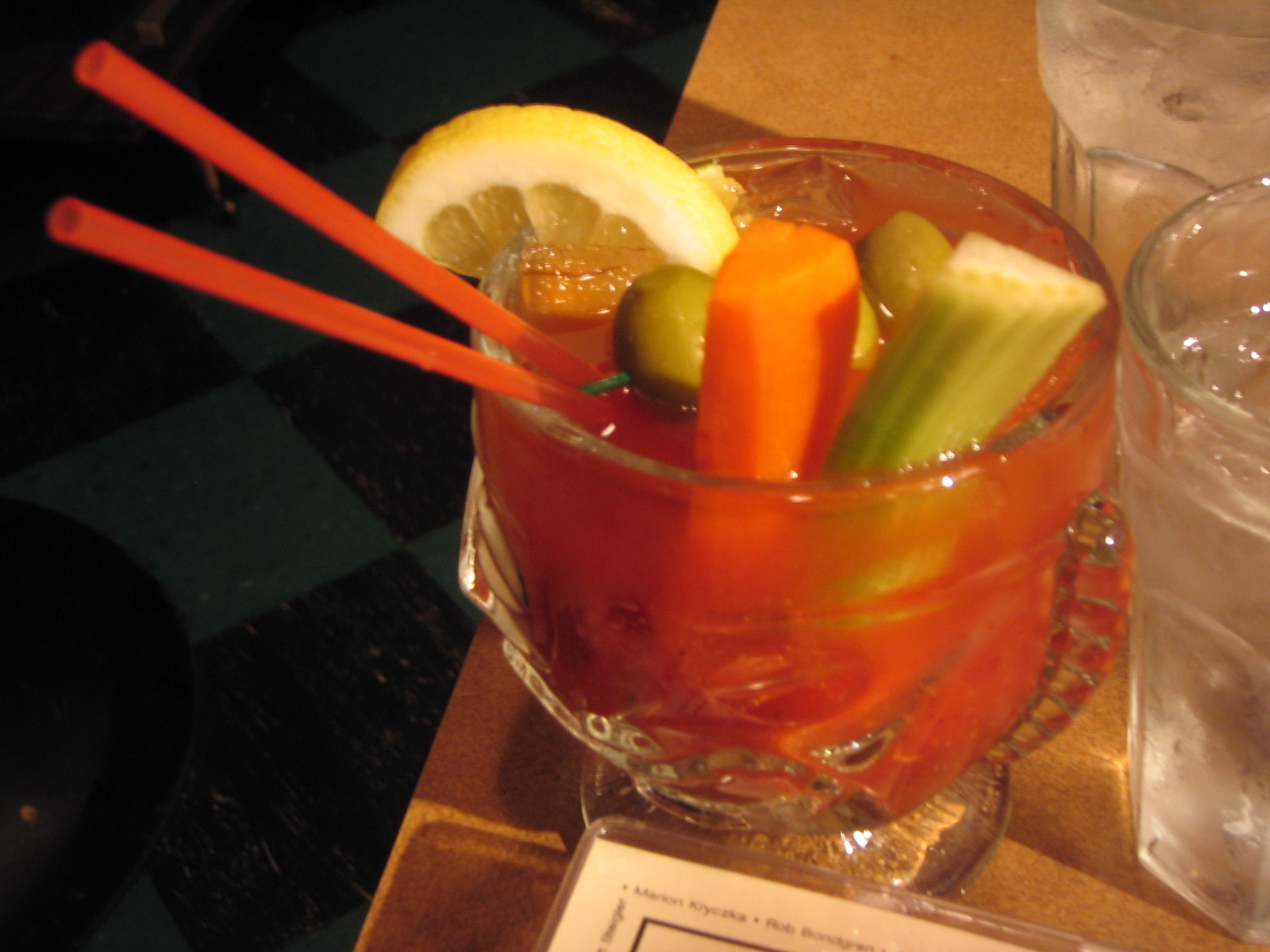
Krwawa Mary garnirowana m.in. cytryną i oliwkami

Garnirowanie (z fr. garnir – ozdabiać) – przybranie, dekorowanie potraw i naczyń, na których są podane, za pomocą niewielkiej (dodatkowej) porcji żywności – rzeźbionej, artystycznie ciętej lub/oraz odpowiednio zaaranżowanej. Dodatki, którymi się zdobi potrawę zwie się garnirunkiem lub także garnirowaniem.
Do garnirowania potraw słonych najczęściej używa się jarzyn i zieleniny, zwykle sałaty i natki pietruszki.
Garnirować można również napoje. Najczęściej do tego celu stosuje się plaster cytryny, pomarańczy, spiralnie skrojoną skórkę z cytryny – „twist” – długości 10–12 cm, plaster kiwi, truskawkę, cząstkę brzoskwini, cząstkę plastra ananasa itp. Ponadto wisienki koktajlowe – tzw. „maraski”, cebulki koktajlowe, oliwki itp. Owoce do drinków powinny być drobne, dobrze wymyte, świeżo przygotowane (skrojone). Maraski ze słoika z zalewą słodką czy cebulki lub oliwki z zalewy słonej powinny być przed użyciem spłukane wodą. Drobne owoce nabija się na szpadki, zaś plastry cytryny lub pomarańczy po nacięciu nasadza się na brzeg szkła.